# Prima Repubblica Siriana
La Prima Repubblica Siriana, è stata fondata dopo lo Stato della Siria nel 1930 come parte del Mandato per la Siria e il Libano. Per garantire l'indipendenza della Siria e porre fine al dominio ufficiale francese, nel 1936 fu firmato un trattato di indipendenza, ma il parlamento francese non lo ratificò. La Repubblica siriana rimase sotto il dominio della Francia di Vichy dal 1940 al 1941. Dopo l'invasione alleata del 1941, il Paese iniziò lentamente il suo cammino verso l'indipendenza. Nel 1944, la Repubblica siriana proclamò l'indipendenza, ma le Nazioni Unite non la riconobbero de iure fino all'ottobre del 1945. Con il ritiro delle truppe francesi, il 17 aprile 1946, divenne uno stato sovrano de facto. Gli successe la Seconda Repubblica Siriana con l'adozione di una nuova costituzione il 5 settembre 1950.

## Contesto
Henri de Jouvenel fu nominato alto commissario francese per la Siria il 23 dicembre 1925. Il 28 aprile 1926, l'Alto Commissario nominò Ahmad Nami Primo Ministro e Capo di Stato. Formò un governo di sei ministri, tre dei quali erano nazionalisti. Fu concordato con l'Alto Commissario francese su un programma dei lavori del governo che conteneva dieci punti importanti, tra cui:
- Elezione dell'Assemblea Costituente.
- Sostituzione del mandato con un trattato triennale tra Siria e Francia che proteggerebbe i diritti, i doveri e gli interessi di entrambe le parti, simile a quello tra Iraq e Gran Bretagna.
- Unificazione della Siria.
- Creare un esercito nazionale per consentire alle forze francesi di ritirarsi lentamente dal territorio siriano.
- L'assistenza della Francia all'ammissione della Siria alla Società delle Nazioni.
- una generale amnistia per tutti i crimini politici, in particolare quelli legati alla grande rivoluzione.[3]

Ahmed Nami formò tre governi dal maggio 1926 al febbraio 1928, ma non riuscirono a portare a termine il loro programma. La sostituzione dell'alto commissario Henri de Jouvenel con Henri Ponsot nel settembre 1926 ha portato an un cambiamento di prospettiva riguardo alla questione siriana. Nel settembre 1926, i tre ministri del governo nazionale sono stati arrestati dai francesi e esiliati in Libano, contrariamente all'amnistia generale.
L'Alto Commissario francese ha iniziato una serie di colloqui con i principali leader nazionali siriani Hashim al-Atassi e Ibrahim Hananu a Beirut, ma non sono riusciti a raggiungere un accordo sulla futura costituzione. L'Alto Commissario nominò lo sceicco Taj al-Din al-Hasani come nuovo capo di Stato ad interim il 15 febbraio 1928 dopo la dimissione di Ahmed Nami.
L'Alto Commissario ha ordinato un'amnistia prima delle elezioni, definendola come un'amnistia generale ma escludendo le accuse relative alla grande rivoluzione e ai principali leader nazionalisti siro-libanesi come Shukri al-Quwatli, Abdel Rahman Shahbandar, Fawzi Qawukji, Ihsan Jabri (in Siria), Amin Rouhaiaha e Mohamed Shureiki (nello stato Alawita), Sultan al-Atrash (in Gebel Druzo), e Shakib Arslan e Shahib Wahb (Libano). Di conseguenza, i capi della resistenza armata siriana non sono stati in grado di partecipare alle elezioni.
In preparazione alle elezioni, i nazionalisti hanno formato un nuovo gruppo politico chiamato Blocco Nazionale, che includeva ex membri del Partito Nazionale, alcuni membri del Partito Popolare e personalità indipendenti, la maggior parte delle quali locali. Hashim Al-Atassi è stato eletto presidente. Nelle elezioni che si ebbero nell'aprile 1928 furono eletti 70 membri, ma i risultati erano a favore dei nazionalisti urbani e dei moderati rurali, anche se non furono decisivi.
Un'Assemblea Costituente eletta nell'aprile 1928 ha discusso di creare una nuova costituzione, ma il Blocco Nazionale indipendentista ha ottenuto la maggioranza e ha insistito per l'aggiunta di alcuni articoli "che non preservassero le prerogative del potere mandatario".
Il 9 maggio 1928, presso la sede del governo, l'Assemblea Costituente elesse all'unanimità Hashem al-Atassi come presidente e Taj al-Din al-Hasani come primo ministro e ministri. L'Assemblea Costituente ha iniziato a recitare alcuni articoli della Costituzione, poi è stata sospesa fino all'11 agosto 1928, quando si è riunita alla presenza dell'Alto Commissario, del Presidente del Consiglio e dei suoi ministri. Quindi, tutti e 115 gli articoli della Costituzione, inclusi i sei articoli (2, 72, 73, 75, 110, 112 e m) furono approvati, quindi gli uomini del mandato aspettavano per la sua abolizione dalla costituzione, per incoerenza con il sistema del mandato.
L'Alto Commissario si è ritirato dalla seduta agitata e è stato seguito dal Presidente del Consiglio e dai ministri. Ha deciso di rinviare la convocazione dell'Assemblea Costituente per un periodo di tre mesi, sperando di raggiungere un accordo sui sei articoli della Costituzione che contraddice la politica del mandato, nonostante i ripetuti rinvii dei negoziati. Poco dopo, il 5 febbraio 1929, il capo della divisione politica dell'Alto Commissariato sorprese i deputati quando lesse ai deputati la nota dell'Alto Commissariato che eliminava sei articoli contrari alla politica del mandato e dichiarava la sospensione a tempo indeterminato del mandato dell'Assemblea Costituente.

## Repubblica siriana mandataria (1930-1946)

### La prima costituzione siriana

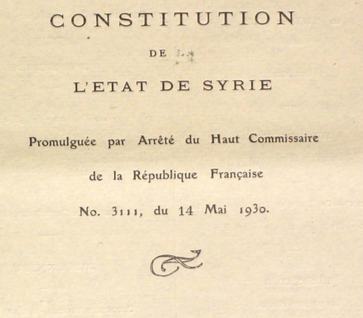
Frontespizio della "Costituzione dello Stato siriano" del 1930

Una costituzione per lo Stato siriano fu promulgata dall'alto commissario francese il 14 maggio 1930. Il 22 maggio 1930, l'Alto Commissario francese approvò una nuova Costituzione siriana insieme alla Costituzione libanese al Règlement du Sandjak d'Alexandrette, allo statuto del governo alawita e allo statuto dello Stato di Jabal Druze. Questa costituzione parlava anche di una nuova bandiera:
La bandiera siriana sarà composta come segue: lunghezza due volte l'altezza. La parte superiore sarà verde, la parte centrale bianca e la parte inferiore nera. Tre stelle rosse con cinque punte saranno presenti sulla parte bianca della linea.
Le prime elezioni previste dalla nuova costituzione si tennero il 20 dicembre 1931 e il 4 gennaio 1932. L'articolo 37 della costituzione richiedeva "la rappresentanza delle minoranze religiose. A causa degli intensi brogli elettorali condotti dalla Francia, il blocco nazionale era in minoranza nella nuova camera dei deputati con solo 16 deputati su 70 Tre membri del partito nazionalista curdo siriano, Xoybûn (Khoyboun), Khalil bey Ibn Ibrahim Pacha (della provincia di Al-Jazira), Mustafa bey Ibn Shahin (di Jarabulus) e Hassan Aouni (di Kurd Dagh), erano presenti tra i deputati. Ci sono state "elezioni complementari" nel corso dell'anno, dal 30 marzo al 6 aprile. Muhammad 'Ali Bay al-'Abid fu eletto presidente dalla Camera dei deputati siriana l'11 giugno 1932; nel luglio 1932, lo stato fu ribattezzato Repubblica di Siria.
Nel 1933, la Francia tentò di imporre un trattato di indipendenza che aveva forti pregiudizi a favore della sua nazione. Ma prometteva gradualmente l'indipendenza delle montagne siriane dalla Francia. Muhammad 'Ali Bay al-'Abid, uno stato fantoccio francese, era il capo di Stato siriano all'epoca. Hashim al-Atassi, un veterano nazionalista e parlamentare, ha organizzato uno sciopero di 60 giorni per protestare contro questo trattato. Il Blocco Nazionale, la coalizione politica di Atassi, ha raccolto un massiccio sostegno popolare per la sua chiamata. A causa dei disordini e delle manifestazioni, l'economia si è fermata.

### Trattato di indipendenza franco-siriano e Sangiaccato di Alessandretta
Hashim al-Atassi ha guidato una delegazione di alto livello del Blocco Nazionale a Parigi dopo i negoziati con l'Alto Commissario francese in Siria, Damien de Martel, in marzo. Il Fronte popolare, che fu eletto nel giugno 1936 dopo le elezioni di aprile-maggio, ha accettato di riconoscere il blocco nazionale come l'unico rappresentante legittimo del popolo siriano e ha invitato al-Atassi a negoziare l'indipendenza con il nuovo governo francese. Il trattato concluso richiedeva il riconoscimento immediato della Siria come repubblica sovrana, con un periodo di 25 anni di graduale emancipazione.
Nel 1936 fu firmato il Trattato di indipendenza franco-siriano, ma i legislatori francesi non lo ratificarono. Ma il trattato permise a Jabal Druze, Alexandretta e la regione alawita (ora chiamata Laodicea) di entrare nella Repubblica siriana entro due anni. L'unico stato che non si unì alla Repubblica siriana era il Grande Libano, che ora è la Repubblica libanese. Hashim al-Atassi, primo ministro durante il breve regno di re Faisal (1918-1920), fu il primo presidente eletto secondo una nuova costituzione approvata dopo il trattato di indipendenza.
Il trattato consentiva l'integrazione di regioni druse e alawite che erano state in precedenza autonome nella Grande Siria, ma non nel Libano, con il quale la Francia aveva firmato un trattato simile a novembre. Il trattato aveva l'obiettivo di ridurre l'intervento francese negli affari interni siriani e ridurre il numero di soldati, personale e basi militari francesi presenti in Siria. In cambio, la Siria si è impegnata a sostenere la Francia durante le guerre, fornendo il suo spazio aereo e permettendo alla Francia di mantenere due basi militari nel territorio siriano. Sono state aggiunte altre questioni culturali, economiche e politiche.
Il 27 settembre 1936, Atassi tornò trionfante in Siria e in novembre fu eletto Presidente della Repubblica.
La Francia separò nuovamente il Sangiaccato siriano da Alessandretta e lo trasformò nello Stato di Hatay nel settembre 1938. L'anno successivo, nel giugno 1939, Hatay divenne parte della Turchia. Hatay è stato incorporato in Turchia ma la Siria non lo ha riconosciuto e la questione continua an essere controversa fino ad oggi.
La crescente minaccia di Adolf Hitler ha fatto temere che la Germania nazista avrebbe evitato la Francia dalle sue colonie in Medio Oriente. Ciò, insieme alle persistenti inclinazioni imperialiste in alcuni livelli del governo francese, ha spinto la Francia a riconsiderare le sue promesse e a rifiutarsi di ratificare il trattato. Inoltre, il Sangiaccato di Alexandretta, il cui territorio era garantito come parte della Siria dal trattato, è stato ceduto dalla Francia alla Turchia. Ricominciarono i problemi, Atassi si dimise e la Siria non ottenne l'indipendenza fino dopo la seconda guerra mondiale.

### La seconda guerra mondiale e l'indipendenza
Con la fine della seconda guerra mondiale nel 1940, il governo di Vichy prese il controllo di Siria fino a quando gli inglesi e la Francia libera invasero e occuparono la nazione nel luglio 1941. Nel 1941, la Siria ha proclamato nuovamente la sua indipendenza, ma solo il 1º gennaio 1944 è diventata una repubblica indipendente.
Nel corso degli anni '40, il Regno Unito sostenne in segreto la creazione di uno stato chiamato Grande Siria, che garantisse uno status militare, finanziario e culturale privilegiato per il Regno Unito, in cambio di un completamento delle aspirazioni ebraiche in Palestina. La Francia e gli Stati Uniti si sono opposte all'egemonia britannica nella regione, portando alla formazione di Israele.
Il 27 settembre 1941, la Francia ha assunto il mandato di proclamare l'indipendenza e la sovranità dello Stato siriano. Nella dichiarazione si afferma che "l'indipendenza e la sovranità di Siria e Libano non avranno alcun impatto sulla situazione giuridica derivante dall'atto del mandato". In effetti, questa situazione può essere modificata solo con l'accordo del Consiglio della Società delle Nazioni, con il consenso del governo degli Stati Uniti, firmatario della Convenzione franco-americana del 4 aprile 1924, e dopo la conclusione dei trattati debitamente ratificati in conformità con le leggi della Repubblica francese tra il governo francese e i governi siriano e libanese.
Benqt Broms ha affermato che è importante notare che il governo francese continuava a considerare la Siria e il Libano mandati e che diversi membri fondatori delle Nazioni Unite avevano dubbi sulla loro statualità al momento della Conferenza di San Francisco.
Duncan Hall ha affermato: Di conseguenza, è ragionevole concludere che il mandato siriano sia stato terminato senza alcuna azione formale da parte della Lega o del suo successore. Il mandato terminò con il potere mandatario e i nuovi stati che dichiararono l'indipendenza. Successivamente, altri poteri riconoscevano incondizionatamente i nuovi stati, fino alla loro ammissione formale alle Nazioni Unite. Il status di protezione di uno Stato membro è stato eliminato dall'articolo 78 della Carta: Il sistema di amministrazione fiduciaria non si applica ai territori che sono diventati membri delle Nazioni Unite, i cui rapporti devono essere basati sul rispetto del principio di uguaglianza sovrana. Quindi, il 24 ottobre 1945, il mandato francese della Siria e del Libano è stato legalmente terminato quando le Nazioni Unite sono entrate ufficialmente in vigore dopo che i cinque membri permanenti hanno ratificato la Carta delle Nazioni Unite.
Il 29 maggio 1945, la Francia ha bombardato Damasco e ha tentato di catturare i suoi democraticamente eletti leader. Il primo ministro Faris al-Khoury ha presentato la sua richiesta di indipendenza della Siria alla conferenza di fondazione delle Nazioni Unite a San Francisco mentre gli aerei francesi bombardavano Damasco.
Il 24 ottobre 1945, il governo siriano dichiarò di essere indipendente. Il 17 aprile 1946, i francesi hanno dovuto evacuare le ultime truppe a causa della continua pressione dei nazionalisti siriani e del Regno Unito.

## Prima Repubblica siriana indipendente (1946-1950)

### Modifiche costituzionali
La costituzione del 1930 è stata modificata nel 1947.
Nel 1947, la Siria è entrata nel Fondo monetario internazionale (FMI) e ha stabilito la sua valuta a 2,19148 sterline = 1 dollaro, un tasso che è stato mantenuto fino al 1961. Nel 1948, la valuta siriana e libanese si sono separate.

### 1948 Guerra arabo-israeliana e conseguenze
La Lega Araba fallì nella guerra arabo-israeliana del 1948.
Husni al-Za'im prese il potere nel 1949 ma morì nello stesso anno. Gli successe Atassi.

Una nuova costituzione fu redatta e adottata nel 1950, segnando l'inizio della Seconda Repubblica siriana.